# Herecura
Herecura, Erecura o Aerecura va ser una deessa celta. Es representava habitualment amb els atributs de Prosèrpina, i s'associava amb el déu romà anomenat Dis Pater. Era una divinitat de l'inframón.
El seu centre principal d'adoració era la província de la Germània Superior, però també era adorada a Pannònia i a Il·líria.